# 聖保羅區 (安地卡及巴布達)
聖保羅是安地卡及巴布達安地卡島的行政區，位於該島中南，與聖瑪麗、聖飛利浦、聖約翰、聖彼得等相鄰。